# Mental Jewelry
| Críticas profissionais        | Críticas profissionais |
| Avaliações da crítica         | Avaliações da crítica  |
| Fonte                         | Avaliação              |
| ----------------------------- | ---------------------- |
| AllMusic                      | [ 1 ]                  |
| The Rolling Stone Album Guide | [ 2 ]                  |

Mental Jewelry é o álbum de estreia da banda Live, lançado em 1991. Muitas das músicas são baseadas nos escritos do filósofo indiano Jiddu Krishnamurti.

## Faixas
Todas as letras escritas por Ed Kowalczyk, todas as músicas compostas por Live.
| N.º | Título                                        | Duração |  |
| 1.  | "Pain Lies on the Riverside"                  | 5:11    |  |
| 2.  | "Operation Spirit (The Tyranny of Tradition)" | 3:18    |  |
| 3.  | "The Beauty of Gray"                          | 4:14    |  |
| 4.  | "Brothers Unaware"                            | 4:45    |  |
| 5.  | "Tired of 'Me'"                               | 3:26    |  |
| 6.  | "Mirror Song"                                 | 3:38    |  |
| 7.  | "Waterboy"                                    | 3:07    |  |
| 8.  | "Take My Anthem"                              | 4:37    |  |
| 9.  | "You Are the World"                           | 4:23    |  |
| 10. | "Good Pain"                                   | 5:39    |  |
| 11. | "Mother Earth Is a Vicious Crowd"             | 4:10    |  |
| 12. | "10,000 Years (Peace Is Now)"                 | 5:08    |  |

### Bonus e Lado-B
| N.º | Título                | Duração |  |
| 1.  | "Born Branded"        | 6:36    |  |
| 2.  | "Heaven Wore a Shirt" | 3:38    |  |
| 3.  | "Negation"            | 3:42    |  |

## Tabelas Musicais

### Álbum
| Parada (1992)    | Melhor posição |
| ---------------- | -------------- |
| US Billboard 200 | 73             |

### Singles
| Single                                        | US Modern Rock (1992) |
| --------------------------------------------- | --------------------- |
| "Operation Spirit (The Tyranny of Tradition)" | 9                     |
| "Pain Lies on the Riverside"                  | 24                    |